# Kettwig
Kettwig ist der flächenmäßig größte Stadtteil von Essen, gelegen im äußersten Südwesten und unmittelbar an der Ruhr. Er ist geprägt von teils dichter Wohnbebauung sowie Naherholungsgebieten unter anderem am Kettwiger See. Die Altstadt bildet das Zentrum. Historisch gehörte Kettwig, zusammen mit Werden und Mülheim an der Ruhr zu den nördlichsten Teilen des Herzogtums Berg, die gegenwärtig als Niederbergisches Land bezeichnet werden.

## Geschichte
Die Kettwiger Ruhrbrücke wurde 1282 erstmals erwähnt. Der Flussübergang war im Dreißigjährigen Krieg hart umkämpft. Das Dorf bzw. die Bauerschaft Kettwig – nördlich der Ruhr – gehörte bis 1803 zur Reichsabtei Werden, wurde danach bis 1806 preußisch verwaltet und kam dann bis 1813 als Flecken zum Großherzogtum Berg. Seit 1815 war der Ort wieder preußisch, zuerst im Kreis Duisburg, danach im Kreis Essen (bis 1. August 1929). Seit 1857 war Kettwig eine eigenständige Stadt.

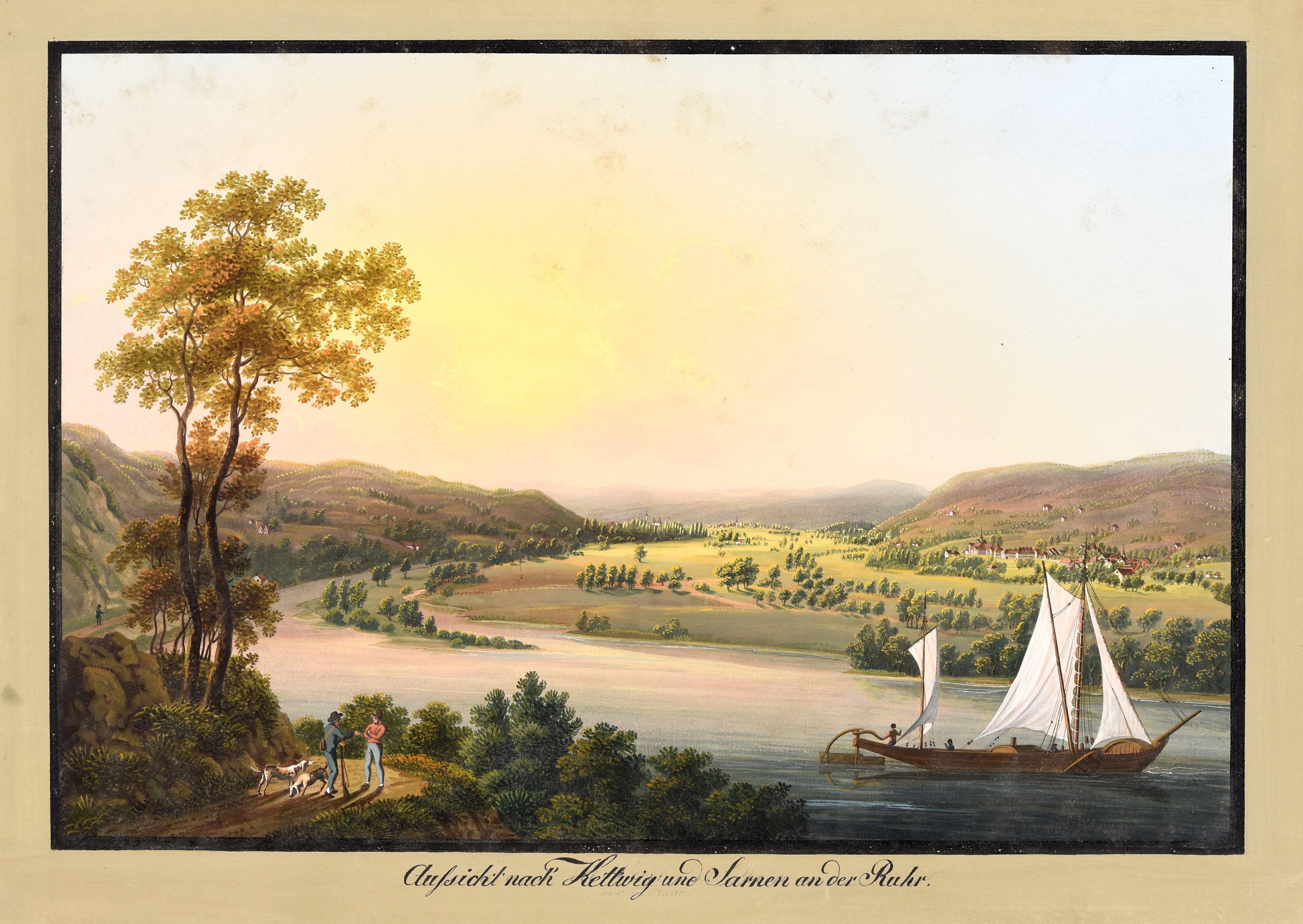
Bleuler, Kettwig und Sarn, um 1810.

Die industriegeschichtliche Entwicklung des Textilunternehmens Scheidt, gegründet 1681 durch Gottfried Scheidt, hatte die Entwicklung von Kettwig maßgeblich beeinflusst. 1837 errichtete das Unternehmen unter Julius Scheidt das erste Fabrikgebäude mit Dampfkraft an der Ruhr. Im Jahr 1883 wurde die Tuchfabrik durch den Sohn Wilhelm Scheidt um eine Kammgarnspinnerei erweitert. Die Tuchfabrik und die Spinnereien erreichten zu Beginn des 20. Jahrhunderts, unter der gemeinsamen Führung seiner Söhne Johann Wilhelm und  Erhard August ihre größte Ausdehnung, so dass das Unternehmen Scheidt zum größten Arbeitgeber Kettwigs und folglich im Jahr 1928 in eine Aktiengesellschaft umgewandelt wurde. Am rechten Ruhrufer waren große Fabrikhallen entstanden, die heute teils unter Denkmalschutz stehen und heute in Teilen zu Wohngebäuden umgestaltet sind. Zudem entstanden Stadtvillen und Wohnhäuser für die Angestellten des Unternehmens, die heute in Teilen ebenfalls unter Denkmalschutz stehen. Aufgrund wirtschaftlicher Krisen schlossen die Tuchfabrik 1962 und die Kammgarnspinnerei 1974. 
Im Jahre 1929 wurde die Stadt Kettwig dem Landkreis Düsseldorf-Mettmann zugegliedert, da mit der Kreisfreiheit Essens der Landkreis aufgelöst wurde. Der Teil südlich der Ruhr – Kettwig vor der Brücke – bis 1806 zum Herzogtum Berg gehörig, dann bis 1813 zum Großherzogtum Berg gehörend, später preußisch im Kreis Düsseldorf – wurde erst am 15. Mai 1930 als Teil der aufgelösten Gemeinde Laupendahl nach Kettwig eingemeindet. Die ehemalige Herrschaft Oefte gehörte von 1815 bis 1930 zum Kreis Mettmann und wurde am 1. April 1936 von Heiligenhaus an Kettwig abgetreten.
Von den Bombardements im Zweiten Weltkrieg blieb Kettwig weitestgehend verschont. So wurde die historische Altstadt mit zahlreichen Fachwerkhäusern in weiten Teilen erhalten, obwohl man auch dort zwischen 1975 und 1977 im Rahmen der Neugestaltung von Schulstraße und Bürgermeister-Fiedler-Platz einige intakte Fachwerkhäuser – darunter die Gaststätte „Zum Treppchen“ – abriss. Nach der Eingemeindung zur Stadt Essen, im Oktober 1979, erhielt der Bürgermeister-Fiedler-Platz vor dem historischen Kettwiger Rathaus seinen Namen zu Ehren des letzten Bürgermeisters der Stadt Kettwig, Albert Fiedler (* 3. Oktober 1903 in Heidhausen, † 3. Juni 1976 in Kettwig).
Am 1. Januar 1975 wurde die Stadt Kettwig trotz massiven Widerstands der Bevölkerung im Rahmen der Gebietsreform in Nordrhein-Westfalen (§6 Ruhrgebiet-Gesetz und §11 Düsseldorf-Gesetz) aus dem Kreis Düsseldorf-Mettmann in die Stadt Essen eingemeindet; der westlichste Kettwiger Stadtteil Mintard, erst 1930 eingemeindet, fiel an Mülheim an der Ruhr. Ein 1996 in Kettwig durchgeführtes Bürgerbegehren für die Wiederherstellung der Stadt und Rückgemeindung in den Kreis Mettmann, das eine Mehrheit von fast 55 Prozent der Abstimmenden forderte, wurde von der Landesregierung im Herbst 1997 abgelehnt.
An der Zugehörigkeit Kettwigs zum Erzbistum Köln änderte sich durch die 1975 erfolgte Eingemeindung nichts. Die auf Kettwiger Gebiet befindliche Jugendbildungsstätte St. Altfrid wurde dem Bistum Essen anlässlich seiner Gründung 1958 vom Erzbistum Köln überlassen. (Siehe Bistum Essen#Erklärungsbedürftige Bistumsgrenzen.) Die überwiegend protestantische Bevölkerung (etwa 58 Prozent) von Kettwig gehörte bis 2015 zum Kirchenkreis Mülheim an der Ruhr, wechselte dann aber zum Kirchenkreis Essen. Kettwig behielt auch seine eigene Telefonvorwahl „02144“, geändert 1978 in „02054“, und den Namen seiner Bahnhöfe „Kettwig“ (nicht „Essen-Kettwig“) und „Kettwig Stausee“. Bis 1975 hatte Kettwig die Postleitzahl 4307, danach „4300 Essen 18“ und mit Einführung der fünfstelligen Postleitzahlen seit 1993 „45219 Essen-Kettwig“. Bis 1975 hatten Kraftfahrzeuge die Zulassung mit einem „D“, nach der Eingemeindung ein „E“ für Essen. Das Kennzeichen mit dem „D“ war bis 1975 gleichermaßen für die Stadt Düsseldorf und für den Landkreis Düsseldorf-Mettmann das Zulassungskennzeichen. Nur durch verschiedene Kombinationen der Buchstaben und Zahlen hinter dem „D“ (→ Liste aller deutschen Kfz-Kennzeichen mit einer Gebietseinteilung) konnte man erkennen, ob das Fahrzeug aus der Stadt Düsseldorf oder aus dem Landkreis Düsseldorf-Mettmann war.

## Bevölkerung
Am 31. März 2025 lebten 18.009 Einwohner in Kettwig.
Strukturdaten der Bevölkerung in Kettwig (Stand: 31. März 2025):
- Bevölkerungsanteil der unter 18-Jährigen: 14,4 % (Essener Durchschnitt: 16,9 %)[8]
- Bevölkerungsanteil der mindestens 65-Jährigen: 30,3 % (Essener Durchschnitt: 21,7 %)[9]
- Ausländeranteil: 8,7 % (Essener Durchschnitt: 20,6 %)[10]

## Verkehrsanbindung

### Schienen- und Busverkehr
Kettwig verfügt über die Stationen Kettwig und Kettwig Stausee. Sie liegen an der Ruhrtalbahn und werden von der S-Bahnlinie 6 bedient, die von Essen über Ratingen und Düsseldorf nach Langenfeld verkehrt. Der Bahnhof Kettwig liegt nördlich der Ruhr dezentral am äußersten Ende der Bebauung an der Ruhrtalstraße nach Werden, eingeklemmt zwischen einem Berghang und der Ruhr. Der Haltepunkt Kettwig Stausee liegt direkt am Südufer des Kettwiger Sees im Ortsteil Kettwig Vor der Brücke.
Der Bahnhof Kettwig wurde 1872 eröffnet und war ein großer Eisenbahnknoten, da in Richtung Süden zwei weitere Strecken von der Ruhrtalbahn abzweigten, nämlich die Untere Ruhrtalbahn nach Mülheim an der Ruhr und die Niederbergbahn via Heiligenhaus nach Velbert. Der Haltepunkt Kettwig Stausee entstand 1945; er war ursprünglich ein Behelfshalt, nachdem im Zweiten Weltkrieg die Eisenbahnbrücke Kettwig gesprengt worden war, sodass die Züge bereits südlich der Ruhr endeten.

Das ÖPNV-Netz in Kettwig (Tagsüber, ohne Bürgerbusse)

Neben der S-Bahn sind die Buslinien 142, 151, 180, 772, 774 und nachts NE13 unterwegs. Sie haben am Kettwiger Markt (142 und NE13 am S-Bahnhof Kettwig) jeweils den Ausgangspunkt: 
| Linie | Verlauf | Takt (Mo–Fr)        |
| ----- | --- | ------------------- |
| 134   | HafenCenter – Südhafen – Speldorf – Uhlenhorst – Saarn – Mintard Am Biestenkamp – Essen-Schloss Hugenpoet – Kettwig, Ringstraße – Kettwiger Markt | 60 min              |
| 142   | Annental, Betriebshof Ruhrallee – Rellinghausen – Stadtwaldplatz – Rüttenscheid Martinstraße – Alfredbrücke – Messe Essen/Gruga – Messe West/Süd/Gruga – Bredeney Friedhof – Schuir Abzweig Flughafen – Schwimmbad Kettwig – Kettwiger Markt – Kettwig                                         | 20 min 10 min (HVZ) |
| 151   | Rhein-Ruhr-Zentrum – Heißen Kirche – Rumbachtal – Mülheim Hbf – Mülheim Stadtmitte – Kahlenberg (Fuß des Berges am Ruhrufer) – Mülheim-Menden – Kettwig-Ickten – Schwimmbad Kettwig → Kettwig, Ringstraße → Kettwiger Markt                                                                    | 60 min              |
| 180   | Kettwiger Markt – Kettwig – Schuirweg – Werden – Werdener Markt – Heidhausen Am Schwarzen – Hespertal – Dilldorf – Kupferdreh – Burgaltendorf Burgruine Verkehrt ab teilweise weiter Burgaltendorf als Linie 159 zur Schwimmbrücke.                                                            | 30 min              |
| 772   | Essen, Kettwiger Markt – Ringstraße (Kettwig , 550 m) – Kettwig vor der Brücke – Kettwig Stausee – Laupendahler Siedlung – Fachklinik Rhein/Ruhr – Heiligenhaus-Isenbügel, In der Rose – Abtsküche – Waldhotel – Bahnhofstraße – Heiligenhaus, Rathaus → Höseler Platz ← Unterstadt – Unterilp |                     |
| 774   | Essen, Kettwiger Markt – Ringstraße (Kettwig , 550 m) – Kettwig vor der Brücke – Heiligenhaus-Isenbügel Süd, Talburg → Unterstadt ← Höseler Platz → In der Blume/Stadtmitte ← Heiligenhaus, Rathaus → Abtskücher Straße ← Ehemannshof – Abtsküche – Velbert, Losenburg – Klinikum Niederberg   |                     |
| NE13  | Essen Hbf – Philharmonie – Rüttenscheider Stern – Rüttenscheid Martinstraße – Alfredbrücke – Messe Essen/Gruga – Messe West/Süd/Gruga – Sommerburgstr. – Schuir – Schwimmbad Kettwig – Gewerbegebiet Kettwig – (Kettwiger Markt →) Kettwig                                                     | 60 min              |

Ergänzt werden diese Linienbusse im Nahverkehr in Essen durch ein Bürgerbussystem. Drei Linien, die im Ring befahren werden, erschließen die Kettwiger Stadtteile Auf der Höhe, Ickten, Vor der Brücke und Stadtmitte abseits der Linienführung der städtischen Linien.
In die benachbarten Stadtteile Mülheim-Mintard und Ratingen-Breitscheid besteht keine Verbindung im ÖPNV mehr. Dies wurde wiederholt vergeblich gefordert. Im August 2023 wurde durch die Verlängerung der Mülheimer Buslinie 134 von der bisherigen Endhaltestelle Am Biestenkamp in Mintard bis zum Kettwiger Markt die Verbindung zwischen Mintard und Kettwig reaktiviert. Eine Verbindung nach Breitscheid besteht aktuell allerdings weiterhin nicht.
Die Hauptknotenpunkt im Busverkehr Kettwigs liegt 500 m südlich des Bahnhofs Kettwig auf Höhe der Eisenbahnstrecke, etwa 200 m von dieser entfernt. An dieser Kreuzung verzweigen sich die Buslinien in alle Richtungen, also nach Mülheim an der Ruhr, Schuir, Essen-Werden und Heiligenhaus. Der Bahnhof sollte dorthin verlegt werden, wodurch eine Beseitigung seiner Dezentralität – da er dann innerhalb von viel Bebauung und näher am Ortskern läge – und gleichzeitig ein besserer Busanschluss erreicht würde. Dies wurde jedoch aus im Nahverkehrsplan Essen nicht genannten Gründen abgelehnt. Dort entstand in Nachbarschaft zur S-Bahnstrecke mit dem Kettwiger Ruhrbogen ein neues Siedlungsgebiet, was verkehrlich erschlossen werden muss.

### Straßenverkehr
Im Straßenverkehr ist Kettwig über die in den 1960er Jahren gebaute Bundesautobahn 52 (Essen–Düsseldorf) angeschlossen. Diese überquert Kettwig am Rande über die Mintarder Ruhrtalbrücke. Die Autobahnanschlussstelle Essen-Kettwig (bis Mitte der 1990er Jahre Essen-Haarzopf) der A 52 liegt allerdings nicht in Kettwig, sondern in Schuir, etwa 2,5 km nördlich der Einfahrt zum Gewerbegebiet Kettwig-Nord (Umstand) bzw. 3,5 km der Ortseinfahrt Kettwigs am Schwimmzentrum Kettwig bzw. 4,5 km nördlich der Altstadt. Zum Vergleich kreuzt die L450 (Mendener Straße) etwa 2 km westlich der Ortseinfahrt beim Schwimmzentrum die A 52, die dort das Mintarder Ruhrtal über die Mintarder Ruhrtalbrücke überquert. Das hat autobahnbautechnische Gründe. Die 65-Meter Höhe der Ruhrtalbrücke ließ eine südlichere Position der Anschlussstelle – außer am nördlichen Brückenkopf an der Icktener Siedlung – schlecht zu. Die Meisenburgstraße verbindet die Autobahnanschlussstelle mit Kettwig. Da die Anschlussstelle wie der Bahnhof abseits und dezentral zur Ortsmitte Kettwig liegen, ist Kettwig Vor der Brücke von der Autobahn schneller vom Autobahnkreuz Breitscheid aus als von der Anschlussstelle Essen-Kettwig zu erreichen. Im Autobahnkreuz Breitscheid besteht Anschluss an die Bundesautobahnen 3, 52 und 524.
Die einzige Möglichkeit, die den Stadtteil durchfließende Ruhr zu queren, ist die Ruhrbrücke Kettwig. Die nächsten Querungsmöglichkeiten sind die jeweils etwa acht Kilometer entfernte Gustav-Heinemann-Brücke in Essen-Werden und die Mendener Brücke in Mülheim an der Ruhr sowie die Mintarder Ruhrtalbrücke.

## Politik
Bürgermeister der Stadt Kettwig:
- 01.09.1808 – 31.12.1822: Franz Arnold Alexander Freiherr von dem Bottlenberg, gen. von Schirp
- 01.04.1823 – 30.09.1843: Theodor Märcker
- 01.10.1843 – 20.09.1844: Heinrich von Rosenthal
- 15.10.1844 – 21.09.1858: Johann Wilhelm Kron
- 17.01.1859 – 27.11.1871: Karl Zoernsch
- 28.11.1871 – 04.01.1877: Emil Pahlke
- 23.04.1877 – 24.11.1884: Karl Haverkamp
- 28.06.1885 – 31.08.1902: Karl Eduard Göring
- 09.10.1902 – 19.09.1905: Friedrich Bleek
- 21.12.1905 – 30.04.1910: Alexander Bleymüller
- 03.05.1910 – 14.08.1914: Wilhelm Thiemann
- 15.01.1917 – 31.03.1931: Andreas Hopmann
- 13.05.1931 – 11.04.1933: Friedrich Ulrich
- 24.04.1933 – 12.02.1940: Wilhelm Klemm
- 01.04.1940 – 11.10.1940: Hans Karl Wernicke
- 12.10.1940 – 08.03.1941: Friedrich Wilhelm Hermann Messerschmidt
- 01.05.1942 – 22.11.1943: Hans Karl Wernicke
- 22.11.1943 – 11.04.1945: Fritz Dietzel
- 15.04.1945 – 27.06.1945: Otto Potthaus
- 28.06.1945 – 13.02.1946: Lambert Soesters
- 14.02.1946 – 31.03.1946: Rich. Vollmer
- 14.05.1946 – 27.09.1946: Albert Eumann
- 27.09.1946 – 05.11.1948: Alexander Müller
- 06.11.1948 – 28.11.1952: Heinrich Berns
- 28.11.1952 – 10.08.1953: Peter Stürznickel (SPD)
- 10.08.1953 – 28.11.1954: Heinrich Körner (CDU)
- 29.11.1954 – 31.01.1960: Wilhelm Kemper (SPD)
- 01.02.1960 – 19.03.1961: Albert Fiedler (SPD)
- 20.03.1961 – 07.10.1964: Georg Schriever (CDU)
- 08.10.1964 – 31.12.1974: Albert Fiedler (SPD)

Vertreter im Rat der Stadt Essen sind zurzeit Daniel Behmenburg (SPD), Guntmar Kipphardt (CDU) Susanne Gilbert (SPD).

### Wappen
Blasonierung: In Blau über einer silbernen (weißen) Brücke (Kettwiger Brücke über der Ruhr) ein silberner (weißer) Doppelkopfadler (aus dem Wappen der Reichsabtei Werden). Das Wappen wurde der Gartenstadt Kettwig vom Oberpräsidenten der Rheinprovinz am 26. November 1937 verliehen.

## Sehenswürdigkeiten
Die Kirche am Markt inmitten der Altstadt ist 1592 protestantisch geworden. Der 40 Meter hohe Turm stammt aus dem 13. Jahrhundert. Das heutige Kirchenschiff aus Ruhrsandstein wurde 1720/21 als barocke Saalkirche erbaut, allerdings größer als das Ursprüngliche. Dadurch wurde ein um 4,2 Meter höheres Dach notwendig. Adam Wunderlich ersetzte damit einen mehrfach niedergebrannten Vorgängerbau.
1830 ist die katholische Pfarrkirche St. Peter geweiht worden. Es handelt sich um einen klassizistisch flachgedeckten Bau der Architekten Otto von Gloeden, Adolph von Vagedes unter Mitwirkung Karl Friedrich Schinkels. Der barocke Turm wurde 1886 angebaut. Der ebenfalls barocke Hochaltar stammt aus dem aufgehobenen Katharinenkloster in Gerresheim. In den Jahren 1975/1976 wurde die gesamte Kirche grundlegend saniert.
Im ehemaligen Stadtteil „Vor der Brücke“ befindet sich zudem die 1936 aus Überresten fertiggestellte Pfarrkirche St. Joseph. In „Auf der Höhe“ wurde in den Jahren bis 1977 die Kirche St. Matthias samt Gemeindezentrum errichtet. Bis 1983 erfolgte die Erweiterung um ein evangelisches Gemeindezentrum. Der Kirchensaal wird ökumenisch genutzt, zudem befinden sich in dem Komplex eine evangelische und eine katholische Kindertagesstätte sowie ein Jugendzentrum der evangelischen Kirchengemeinde.
Zu weiteren Punkten gehören das Kettwiger Rathaus, das einmal eine Tuchfabrik war und heute das Standesamt und das Stadtmuseum Kettwig beherbergt, das Schloss Hugenpoet mit den aus Schloss Horst stammenden Renaissance-Kaminen, das Schloss Oefte sowie der Kettwiger See und der Mühlengraben mit der im Jahr 1786 vom vorletzten Werdener Abt, Bernhard II., errichteten Mühlengrabenbrücke. Aus Ruhrsandstein errichtet, war sie vermutlich der erste Bauabschnitt einer komplett die Ruhr überspannenden, aber nicht vollendeten Brücke. 1865 wurde sie nach Zerstörung im Dreißigjährigen Krieg wieder aufgebaut. Das Wappen des Abtes Bernhard II. ist im mittleren Brückenbogen eingearbeitet. Im Kettwiger Norden befindet sich die Kapelle Maria im Maien, die für Hochzeiten genutzt wird, ursprünglich aber den Katholiken an der Pierburg die fußläufige Teilnahme an der Messe erleichtern sollte.
Auf dem Gebiet der Stadt Ratingen, jedoch mit ausschließlichem Zugang von Kettwig aus, befindet sich das Schloss Landsberg. Dieses wird heute als Schulungszentrum des ThyssenKrupp-Konzerns genutzt.
Flussaufwärts befindet sich auf der rechten Ruhrseite der sogenannte Kattenturm. Dabei handelt es sich um die Ruine der Burg Luttelnau, die vermutlich im 14. Jahrhundert geschleift wurde.
In Kettwig gibt es die Naturschutzgebiete Untere Kettwiger Ruhraue und Ziegeleigelände Asey.
Der Skulpturenpark Kettwig wurde 1985 auf Initiative der Künstlerin Marianne Kühn gegründet und umfasst heute 14 über das Ortsgebiet verteilte Werke, u. a. von Herbert Lungwitz, Carl Emanuel Wolff, Johannes Brus und Werner Graeff.

## Wirtschaft und Soziales
In der MediClin Fachklinik Rhein/Ruhr, einer Rehabilitationsklinik mit den Fachbereichen Innere Medizin und Kardiologie, Neurologie und Orthopädie, werden Erkrankungen des Herz-, Kreislauf- und Bewegungssystems behandelt. Mit 460 Betten und rund 395 Mitarbeitern ist sie eine der größten Einrichtungen ihrer Art in Nordrhein-Westfalen. Jährlich werden hier über 5800 Patienten mit gezielten Aufbau- und Heilmaßnahmen auf die Rückkehr in einen aktiven Alltag nach der Krankheit vorbereitet.
Im Teelbruch, einem Kettwiger Gewerbegebiet, arbeiten etwa 400 Beschäftigte in einer Druckerei der Axel Springer AG. Dort werden täglich etwa eine Million Tages- und Wochenzeitungen produziert – eigene Titel und Lohndruckaufträge.
In der Nähe dieses Gewerbegebietes liegt das Schwimmzentrum Kettwig mit Hallen- und Freibad. Das Hallenbad wurde 1972 bis 1973 noch von der Stadt Kettwig erbaut. Das Freibad wurde nach der Eingemeindung von der Stadt Essen fertiggestellt.
Im Ortsteil Vor der Brücke war lange Zeit das Werk von Grimberg Edelstahl präsent. 2003 wurde die Firma liquidiert.
Die touristische Entwicklung vollzieht sich aus eigener Kraft und wird durch die naturräumlich reizvolle Lage des Ruhrtals begünstigt, der örtliche Heimat- und Verkehrsverein unterhält ein Wanderwegesystem.
Seit dem Jahr 2015 entsteht im Bereich Güterstraße nahe der Hauptstraßenkreuzung zwischen der S-Bahn-Strecke und der Ruhr das neue Siedlungsgebiet Kettwiger Ruhrbogen, bestehend aus Eigentumswohnungen mit Blick auf die Ruhr und den Kettwiger See. Weil sich mit der Hauptverkehrskreuzung dort der ÖPNV-Knotenpunkt, sowie durch den Ruhrbogen neu zu erschließendes Gebiet befindet, sollte der Bahnhof Kettwig dorthin verlegt werden. Dieses Vorhaben wird jedoch nicht realisiert. Im Nahverkehrsplan steht dies unbegründet.
Aufgrund der Geschichte der Stadt besitzt Kettwig zwei Feuerwachen. In der Schulstraße befindet sich die größere Feuer- und Rettungswache 8. Hier ist ein Teil des Löschzugs der Freiwilligen Feuerwehr Kettwig und ein Rettungswagen der Berufsfeuerwehr Essen stationiert. Im Stadtteil Vor der Brücke befindet sich an der Werdender Straße das Feuerwehrhaus der Löschgruppe Kettwig Vor der Brücke. Auf dem Kettwiger Stausee ist ganzjährig ein Mehrzweckboot der Feuerwehr stationiert, dass zur Menschenrettung und Gefahrenabwehr auf der Ruhr zwischen dem Baldeneysee und dem Kettwiger Stausee eingesetzt wird.
In der Hauptstraße befindet sich eine tagsüber besetzte Polizeiwache. Außerhalb ihrer Dienstzeiten fällt Kettwig in die Zuständigkeit der Polizeiinspektion Süd in Rüttenscheid, der die Wache in Kettwig untergeordnet ist.

## Bildung

### Grundschulen

#### Schmachtenbergschule
Die Schmachtenbergschule liegt im nördlichen Teil Kettwigs an der Schmachtenbergstraße. Neben einer Sporthalle verfügte sie als einzige Kettwiger Grundschule über ein eigenes kleines Schwimmbad, auch Lehrschwimmbecken genannt, welches unter der Sporthalle liegt. Es musste wegen hoher Instandsetzungskosten geschlossen werden. Der ältere Teil wurde im Jahre 1955 als evangelische Volksschule mit dem Namen Fröbelschule der Bestimmung übergeben. Der neuere Teil war die 1962 fertiggestellte katholische Volksschule Albertusschule II. Die ehemalige Albertusschule I (Volksschule) befand sich in der Brederbachstraße Nr. 1 Ecke Essener-Straße (ab 1978 als Verlängerung in Corneliusstraße umbenannt). Nach deren Umbau wurde auf dem Gelände zunächst eine Grundschule und später die Realschule (Nebengebäude) eingerichtet, die im weiteren Verlauf der Brederbachstraße auf dem ehemaligen Gelände der alten PH (Abriss 1977) ein Schulgebäude (1978) als Neubau mit Sporthalle erhielt. Erst 1968 wurden die beiden Volksschulen Fröbelschule und Albertusschule durch Grund- und Hauptschule abgelöst. Zu diesem Zeitpunkt entstand die Schmachtenbergschule Kettwig.

#### Schule an der Ruhr
Die Erich Kästner-Grundschule und die Brücker Schule wurden im Jahre 2007 als Verbundschule zusammengeführt und unter dem Arbeitsnamen Gemeinschaftsgrundschule Kettwig geleitet. Der Standort Mintarder Weg (ehem. Brücker Schule) war zunächst der neuen Verbundschule, der Standort Gustavstraße (ehem. Erich Kästner-Grundschule) war Teilstandort. Seit dem 9. September 2008 trägt die Schule die Bezeichnung Schule an der Ruhr.
Im Jahr 2014 wurden einige Räume des Standortes im Mintarder Weg wegen Schimmelbefalls geschlossen. Eine größere Sanierung wurde anberaumt. Im Rahmen der Vorbereitungen traten bei Schadstoffmessungen im Jahr 2017 starke Belastungen mit Tetrachlorethen auf. Der Betrieb des Gebäudes wurde deshalb eingestellt, die Schüler sind nun unter anderem in provisorisch aufgestellten Containern in der Gustavstraße untergebracht. 2019 gab die Stadt Essen bekannt, einen Neubau an diesem Standort errichten zu wollen.

### Höhere Schulen

#### Albert-Einstein-Realschule
Bis 2016 existierte in der Brederbachstraße die von etwa 700 Schülern besuchte Realschule Kettwig. Auch außerhalb Kettwigs war ihr erfolgreiches Flagfootballteam bekannt, das es bis zur Landesmeisterschaft gebracht hatte. Das Gebäude der Realschule Kettwig stammt aus dem Jahr 1978. Zuvor stand hier die alte PH, auch als Lehrerseminar bekannt. Dieses wurde 1977 abgerissen.
Aufgrund von Schülermangel wurde die Schule 2016 mit der 11 Autokilometer entfernten Albert-Einstein-Realschule in Essen-Rellinghausen zusammengeschlossen. Ein Teil des Unterrichts fand am Standort im Essener Stadtteil Rellinghausen statt, die Lehrer pendelten zwischen den beiden Standorten.
Da die Schülerzahlen inzwischen wieder stiegen, plante die Stadt Essen die Realschule Kettwig ab 2020 wieder als eigenständige Schule zu betreiben. Zum 1. August 2020 wurde die Schule mit einem Teil der Lehrkräfte, der bereits vor der Zusammenlegung in Kettwig tätig war, formell neu gegründet.

#### Theodor-Heuss-Gymnasium
Das nach dem ersten Bundespräsidenten der Bundesrepublik Deutschland, Theodor Heuss, benannte Gymnasium besuchen etwa 800 Schüler, die sich bei ihrem Besuch für einen bilingualen Zweig entscheiden können. Angegliedert ist eine große Sporthalle, die von Schulen und Sportvereinen genutzt wird und auch jährlich Treffpunkt für die internationale Ruder-Elite ist, die hier den Indoor-Cup austrägt. Anfang 2010 bzw. 2013 wurde in dieser Sporthalle die Europameisterschaft im Ergometer-Rudern ausgetragen.

### Fachschulen
Die Medicoreha Welsink Akademie bietet mit ihrer staatlich anerkannten Fachschule für Physiotherapie über 140 Ausbildungsplätze und das duale Bachelor-Studium „Angewandte Therapiewissenschaften“ in der Akademie in der Mediclin Fachklinik Rhein/Ruhr in Essen-Kettwig an.

## Bilder

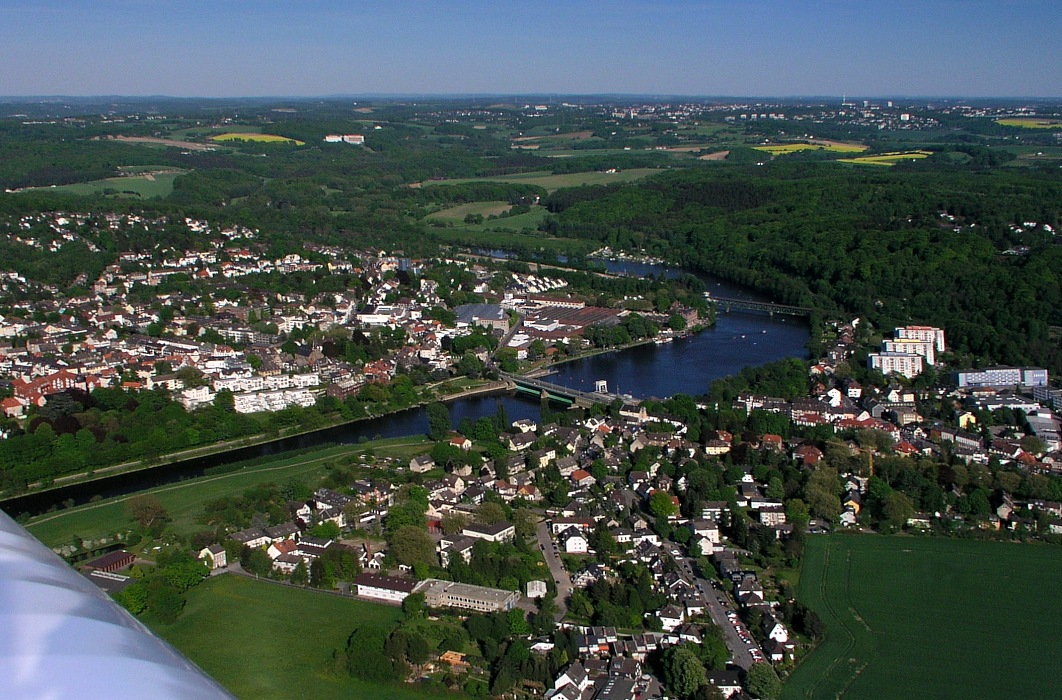
Luftaufnahme von Kettwig mit Blick nach Osten
Wappen von Kettwig
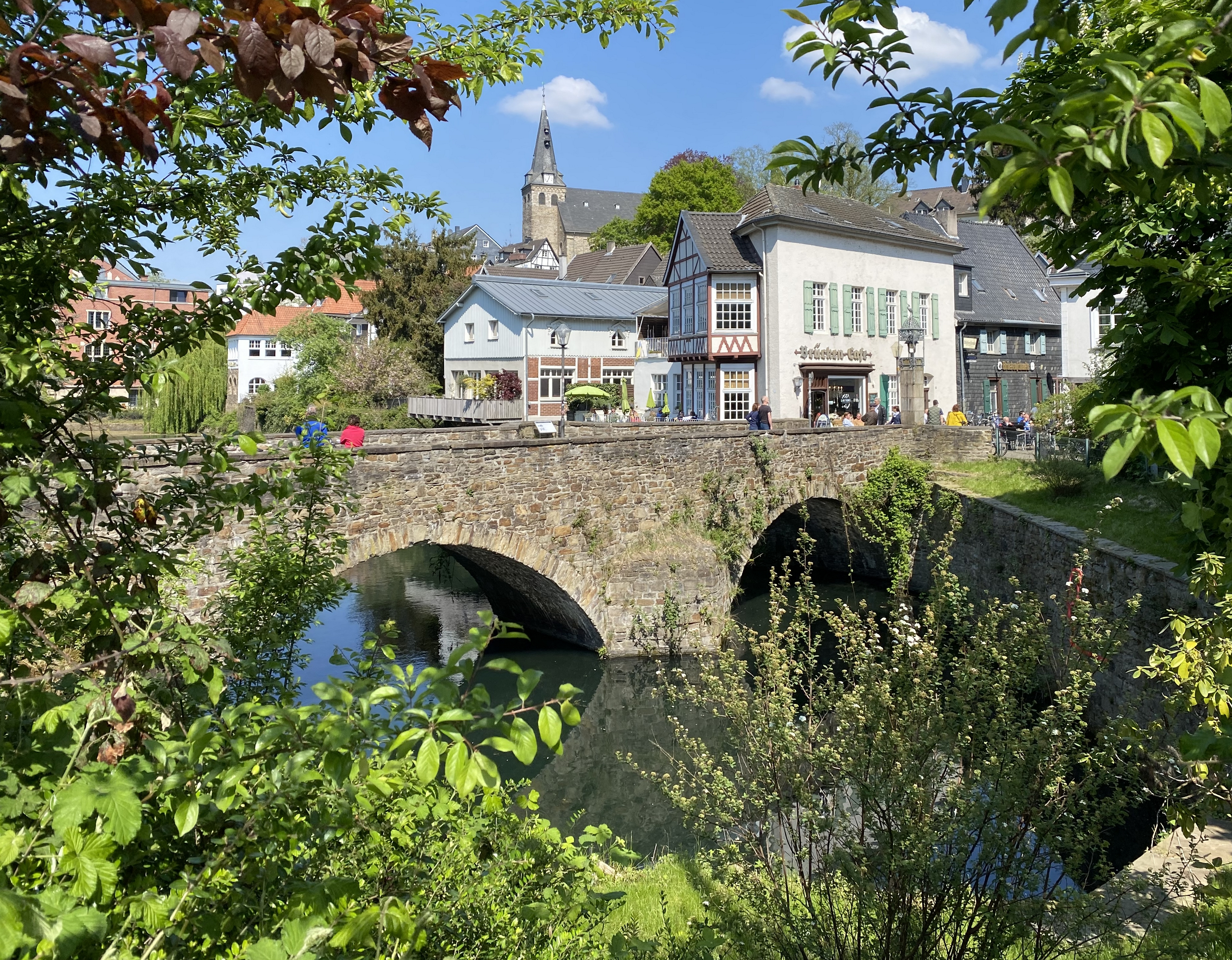
Mühlengrabenbrücke
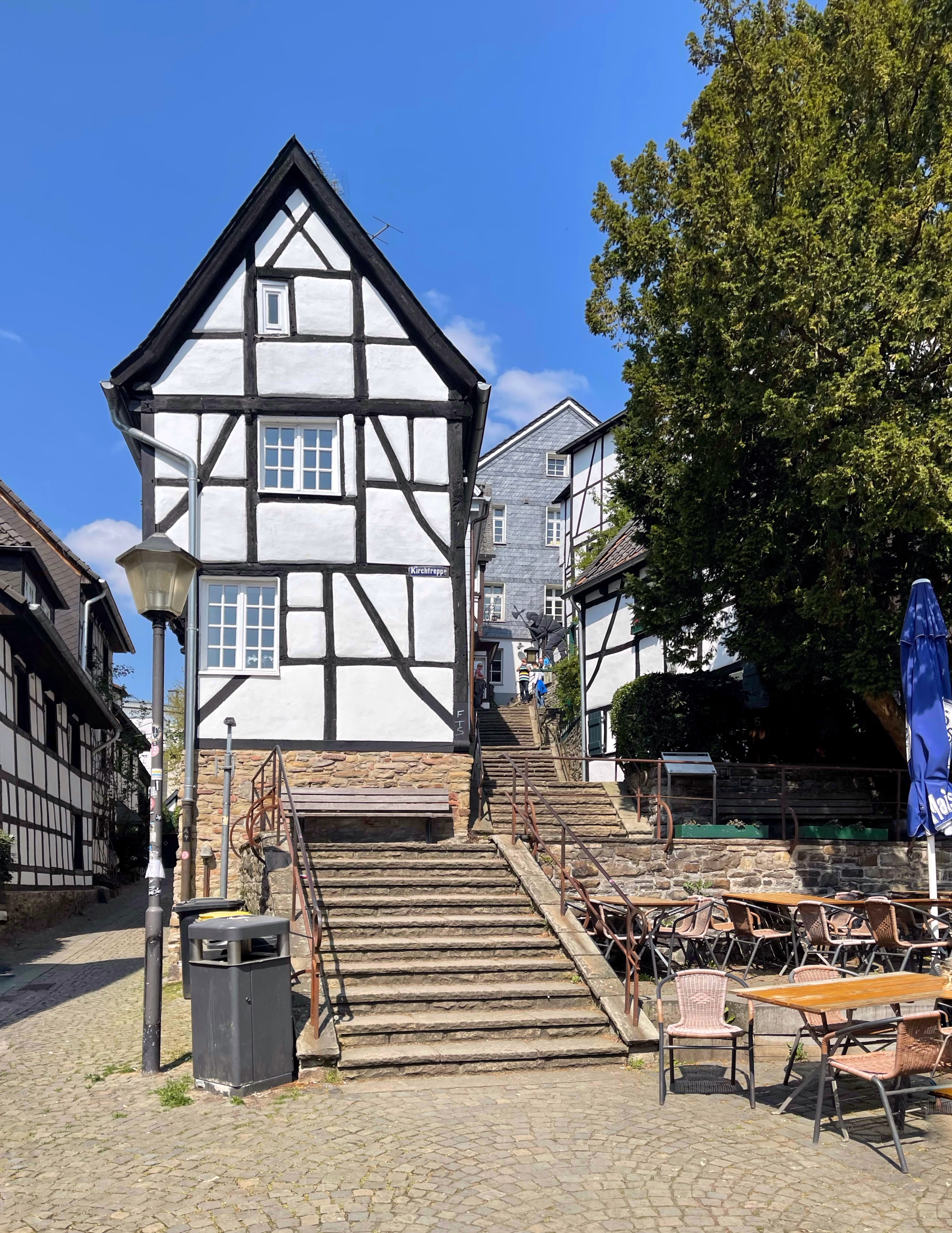
Altstadt Kettwig Kirchtreppe vom Tuchmacherplatz gesehen
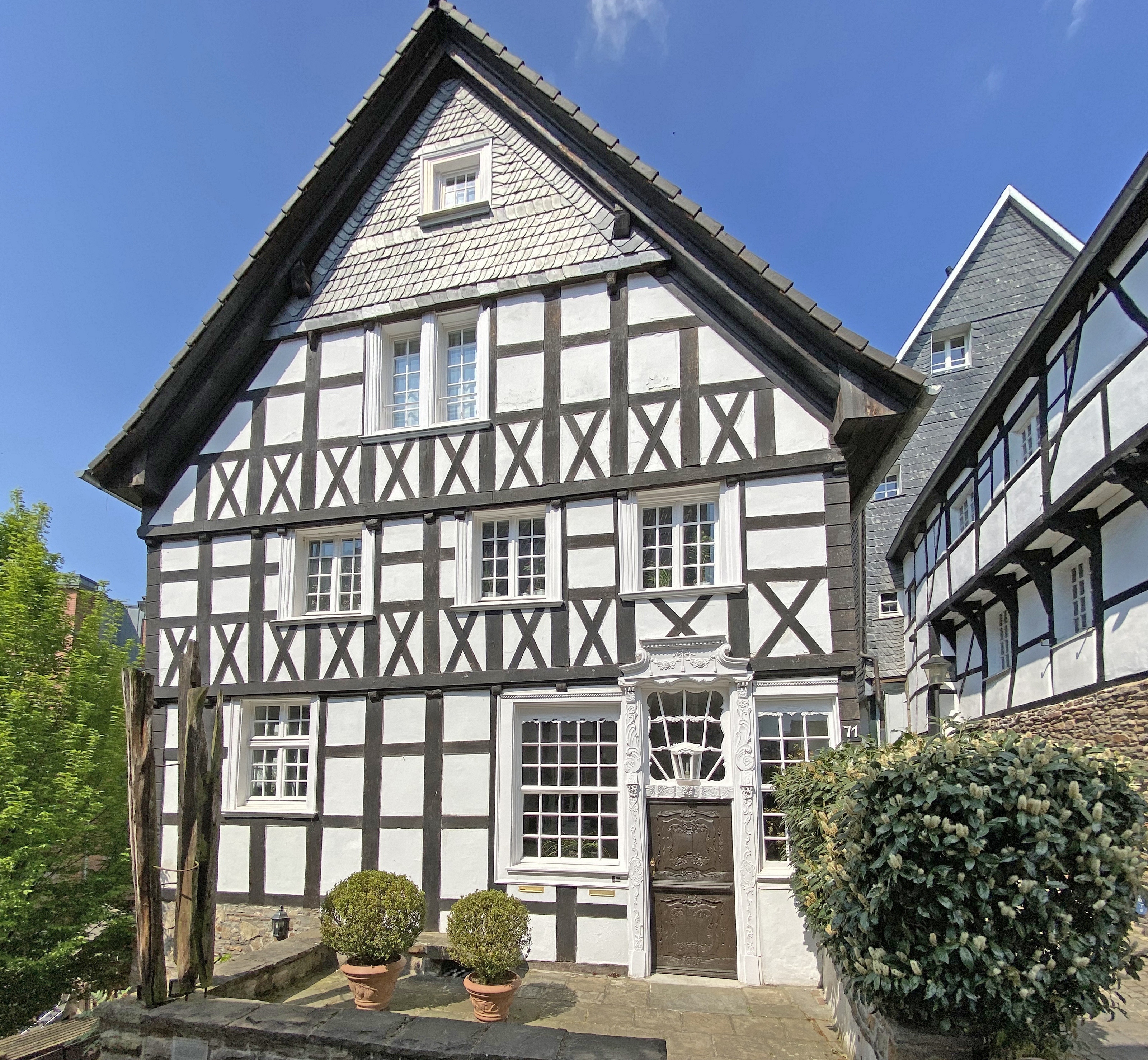
Alte Apotheke Ruhrstraße 71
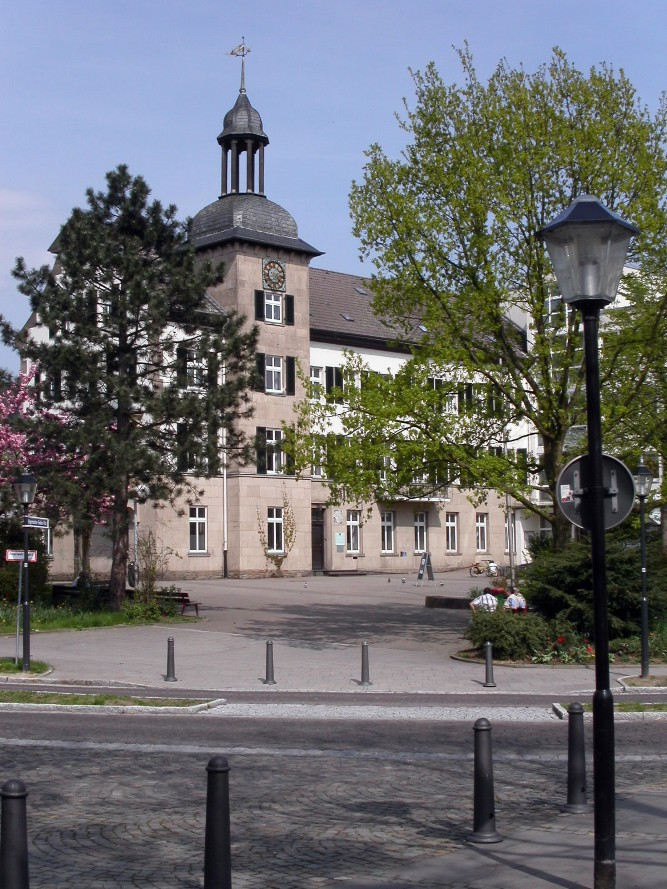
Kettwiger Rathaus
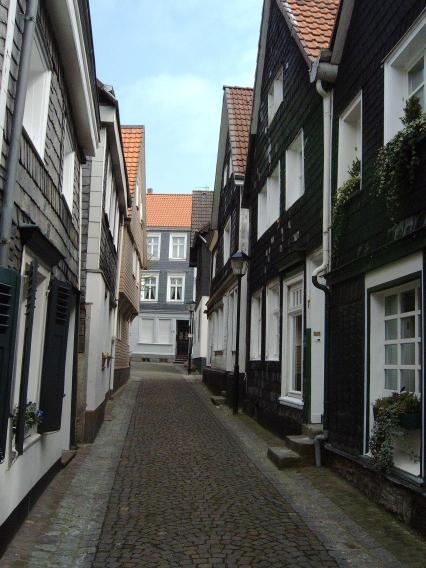
Altstadt Kettwig Kaiserstraße
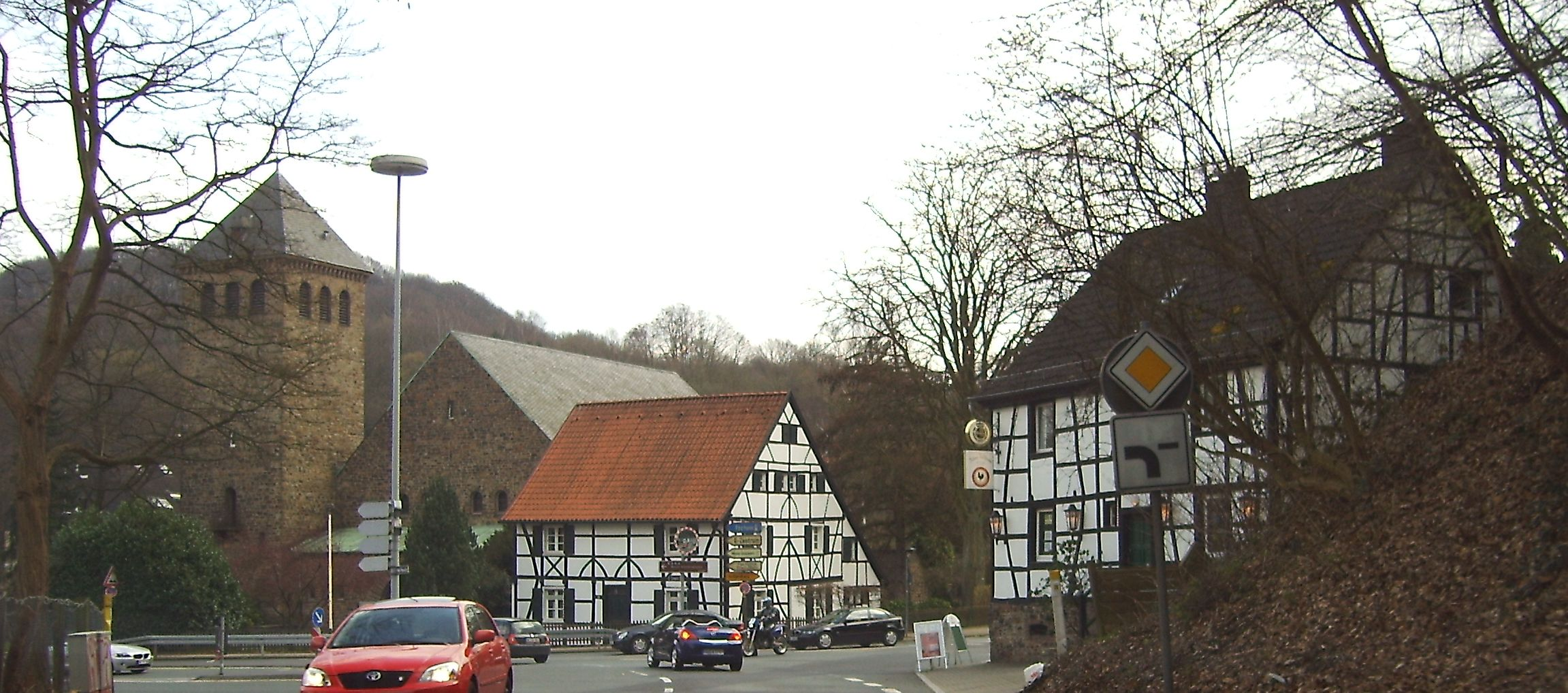
Ortsteil „Vor der Brücke“, links St. Joseph
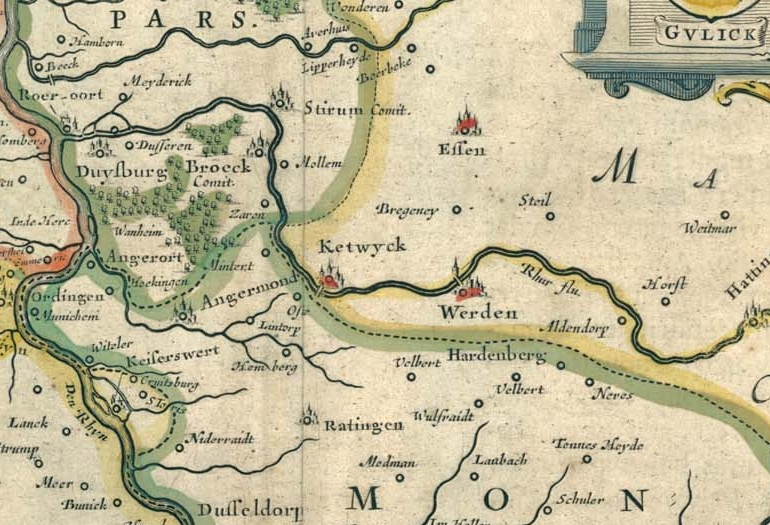
Landkarte von 1640 von Blaeu
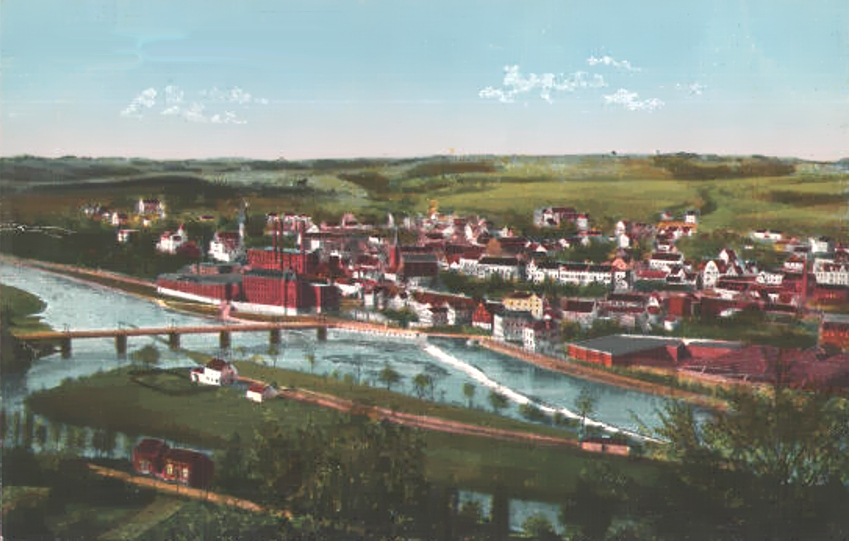
Ansicht vor der Zeit des Stausees in den 1920er Jahren
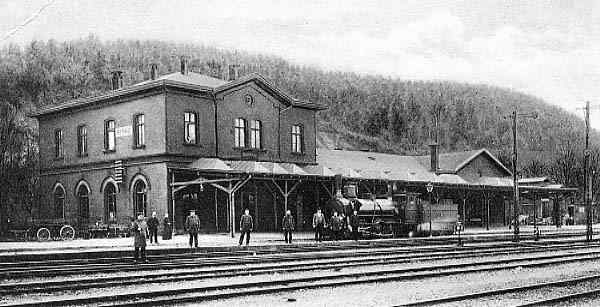
Alter Kettwiger Bahnhof 1905
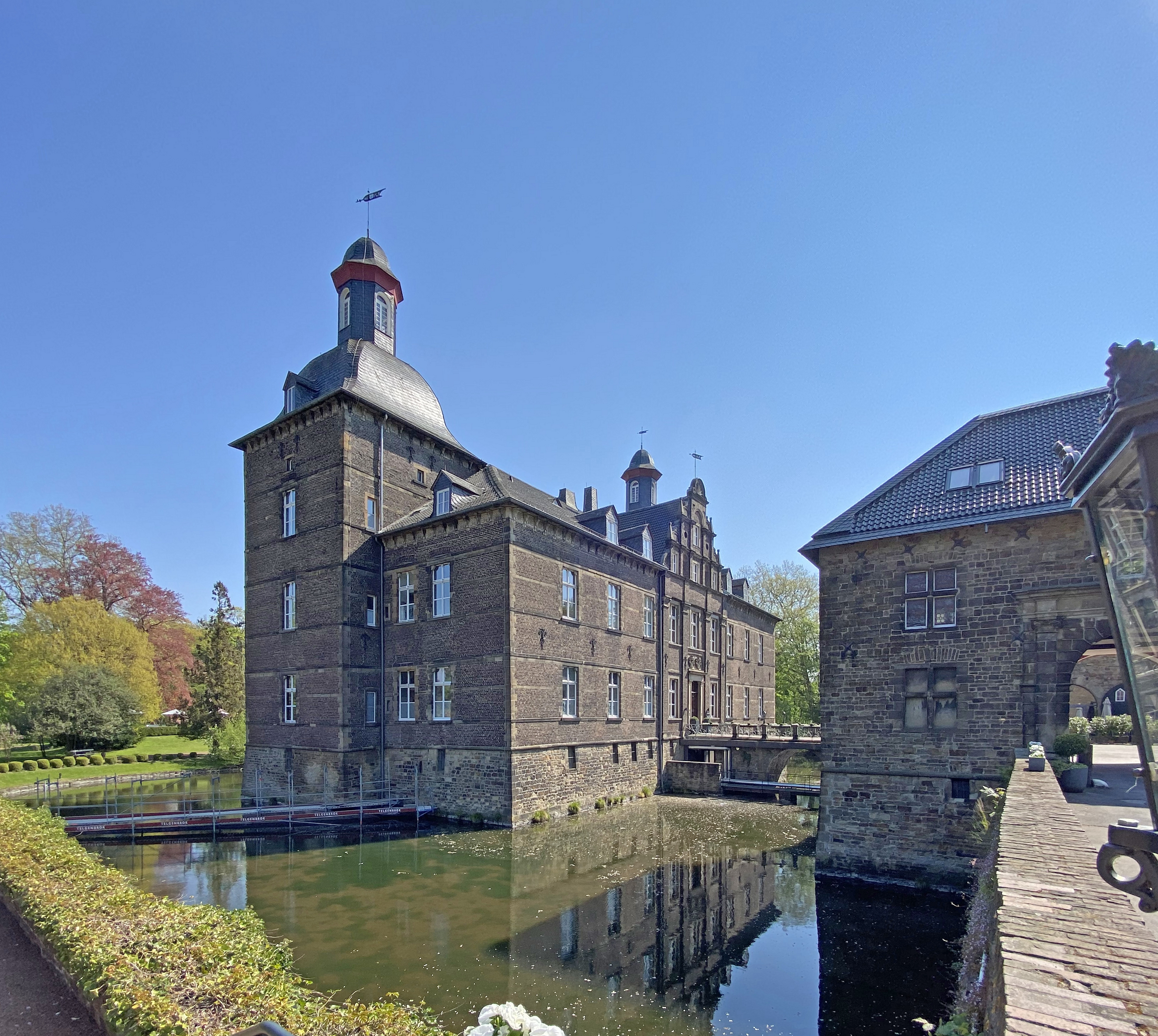
Wasserschloss Hugenpoet

## Persönlichkeiten
Söhne und Töchter Kettwigs:
- Johann Adolf Engels (* 20. August 1767 in Kettwig; † 16. Oktober 1828 in Werden), Papierfabrikant
- Julius Scheidt (* 28. Juli 1813 in Kettwig; † 17. Juni 1874 ebenda), Tuchfabrikant und Politiker
- Wilhelm Scheidt (* 9. Juni 1838 in Kettwig; † 27. März 1896 ebenda), Tuchfabrikant und Politiker
- Ferdinand Kattenbusch (* 3. Oktober 1851 in Kettwig; † 28. Dezember 1935 in Halle/Saale), ev. Theologe, Kirchenhistoriker und Begründer der Konfessionskunde
- Erhard August Scheidt (* 24. Januar 1865 in Kettwig; † 7. Februar 1929 in St. Wolfgang im Salzkammergut), Tuchfabrikant, Beigeordneter der Stadt Kettwig
- Otto Gebühr (* 29. Mai 1877 in Kettwig; † 13. März 1954 in Wiesbaden), Schauspieler
- Johann Wilhelm Scheidt (* 10. Juli 1877 in Kettwig; † 9. Februar 1954 in Bielefeld), Tuchfabrikant und Ehrenbürger der Stadt Kettwig
- Herbert Göring (* 9. Dezember 1889 in Kettwig; † nach 1945), Vetter Hermann Görings und NS-Wirtschaftsfunktionär im Range eines SS-Obersturmbannführers
- Helmut Göring (* 7. Oktober 1894 in Kettwig; † 1. April 1957 in Freudenstadt), Historiker und Hochschullehrer
- Uwe Schulten-Baumer senior (* 14. Januar 1926 in Kettwig; † 28. Oktober 2014 in Rheinberg), Reitmeister, Dressurtrainer
- Friedhelm Püttmann (* 6. März 1926 in Kettwig; † 3. April 1995 in Mettmann), Leitender Ministerialrat im Kultusministerium Nordrhein-Westfalen
- Wilhelm Schäfer (* 16. August 1954 in Kettwig), Informatiker, Präsident der Universität Paderborn
- Bernd Küpperbusch (* 18. Juni 1955 in Kettwig), Politiker (SPD)
- Ilona Kalmbach (* 10. Dezember 1955 in Kettwig), Filmproduzentin
- Björn Dirk Krapohl (* 26. Januar 1965 in Kettwig), Facharzt für Plastische Chirurgie, Ästhetische Chirurgie und Handchirurgie
- Gaby Uhlenbruck (* 27. Oktober 1965 in Kettwig), Hockeyspielerin
- Jens Kölker (* 30. August 1970 in Kettwig), Journalist und Fernsehmoderator
- Florian Baxmeyer (* 30. Dezember 1974 in Kettwig), Filmregisseur

Personen mit Beziehung zur Stadt Kettwig:
- Friedrich Adolf Krummacher (* 13. Juli 1767 in Tecklenburg; † 4. April 1845 in Bremen), reformierter Theologe; 1807–1812 Pfarrer in Kettwig
- Paul Henckels (* 9. September 1885 in Hürth, Rheinland; † 27. Mai 1967 in Kettwig), deutscher Schauspieler, in Kettwig verstorben
- Eva Hesse (* 11. Januar 1936 in Hamburg; † 29. Mai 1970 in New York), US-amerikanische Künstlerin deutscher Herkunft, lebte 1964/1965 ein Jahr in Kettwig an der Ruhr
- Maik Cioni (* 17. Oktober 1979 in Essen), deutsch-italienischer Profi-Radrennsportler